# Liste der Biografien/Galv
Liste der Biografien |
Portal Biografien |
Personensuche
# |
A |
B |
C |
D |
E |
F |
G |
H |
I |
J |
K |
L |
M |
N |
O |
P |
Q |
R |
S |
T |
U |
V |
W |
X |
Y |
Z |
?
 
Ga |
Gb |
Gc |
Gd |
Ge |
Gf |
Gh |
Gi |
Gj |
Gk |
Gl |
Gm |
Gn |
Go |
Gp |
Gq |
Gr |
Gs |
Gu |
Gv |
Gw |
Gy |
Gz
 
Gaa |
Gab |
Gac |
Gad |
Gae |
Gaf |
Gag |
Gah |
Gai |
Gaj |
Gak |
Gal |
Gam |
Gan |
Gao |
Gap |
Gaq |
Gar |
Gas |
Gat |
Gau |
Gav |
Gaw |
Gax |
Gay |
Gaz
 
Gala |
Galb |
Galc |
Gald |
Gale |
Galf |
Galg |
Galh |
Gali |
Galj |
Galk |
Gall |
Galm |
Galo |
Galp |
Galr |
Gals |
Galt |
Galu |
Galv |
Galw |
Galy |
Galz
Die Liste der Biografien führt alle Personen auf, die in der deutschsprachigen Wikipedia einen Artikel haben. Dieses ist eine Teilliste mit 92 Einträgen von Personen, deren Namen mit den Buchstaben „Galv“ beginnt.

## Galv

### Galva
- Galvagni, Bettina (* 1976), italienische Schriftstellerin (Südtirol)
- Galvaing, Léon (1902–1963), französischer Radrennfahrer
- Galvalisi, Eugenio (1915–2000), uruguayischer Fußballspieler und -trainer
- Galván Castillo, Gonzalo (1951–2020), mexikanischer Geistlicher und römisch-katholischer Bischof von Autlán
- Galván Flores, Percy Lorenzo (* 1965), bolivianischer Geistlicher, römisch-katholischer Erzbischof von La Paz
- Galván Galindo, José Guadalupe (1941–2022), mexikanischer Geistlicher, Bischof von Torreón
- Galván, Alejandro (* 1993), uruguayischer Fußballspieler
- Galván, Argentino (1913–1960), argentinischer Geiger, Arrangeur, Bandleader und Tangokomponist
- Galván, Carlos (1940–2014), argentinischer Bandoneonist und Tangomusiker
- Galván, David (* 1973), mexikanischer Langstreckenläufer
- Galván, Israel (* 1973), spanischer Flamenco-Tänzer
- Galván, Laura (* 1991), mexikanische Leichtathletin
- Galván, Luis (1948–2025), argentinischer FußballspielerLuis Galván (1948–2025)

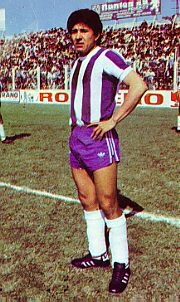
Luis Galván (1948–2025)

- Galván, Malena (* 2006), argentinische Sprinterin
- Galvan, Matteo (* 1988), italienischer Leichtathlet
- Galván, Pastora (* 1980), spanische Flamenco-Tänzerin
- Galván, Raul (* 2004), österreichischer Fußballspieler
- Galván, Rubén (1952–2018), argentinischer Fußballspieler
- Galván, Sergio (* 1973), argentinischer Fußballspieler
- Galvanauskas, Ernestas (1882–1967), litauischer Politiker und Premierminister
- Galvani, Lucia Galeazzi (1743–1788), italienische Wissenschaftlerin
- Galvani, Luigi (1737–1798), italienischer Arzt, Anatom und BiophysikerLuigi Galvani (1737–1798)

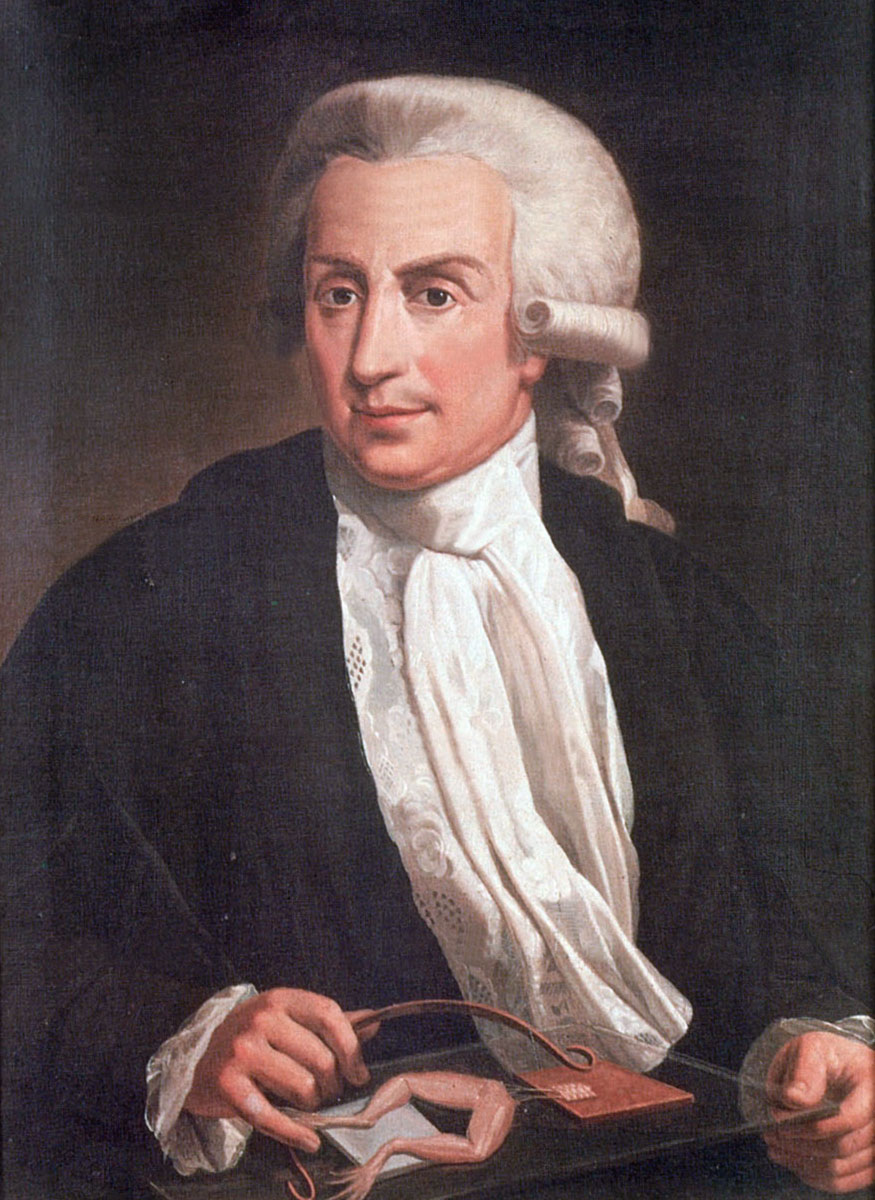
Luigi Galvani (1737–1798)

- Galvani, Stefano (* 1977), italienisch-san-marinesischer Tennisspieler
- Galvano Fiamma (* 1283), italienischer Dominikaner und Geschichtsschreiber
- Galvano, Mauro (* 1964), italienischer Boxer
- Galvão Teles, Luís (* 1945), portugiesischer Filmregisseur und Jurist
- Galvão, Dionísio Gonçalves Rebelo († 1765), Gouverneur von Portugiesisch-Timor
- Galvão, Eduardo (1962–2020), brasilianischer Schauspieler
- Galvão, Frei (1739–1822), brasilianischer Franziskaner und Heiliger der römisch-katholischen Kirche
- Galvão, Henrique (1895–1970), portugiesischer Offizier, Autor, Naturwissenschaftler und Widerständler
- Galvão, Herval Sales (* 1930), brasilianischer Fußballspieler
- Galvão, Jefferson de Oliveira (* 1983), brasilianischer Fußballspieler
- Galvão, João Pedro (* 1992), brasilianisch-italienischer Fußballspieler
- Galvão, José Antônio Martins (* 1982), brasilianischer Fußballspieler
- Galvão, JP (* 2001), brasilianischer Fußballspieler
- Galvão, Lula (* 1962), brasilianischer Gitarrist
- Galvão, Marcos, brasilianischer Diplomat
- Galvao, Mauricio (1890–1945), deutscher Hockeyspieler
- Galvão, Mauro (* 1961), brasilianischer Fußballspieler und -trainer
- Galvao, Raulino (* 1888), deutscher Hockeyspieler
- Galvão, Ricardo (* 1947), brasilianischer Physiker
- Galvarino († 1557), Mapuche-KriegerGalvarino († 1557)

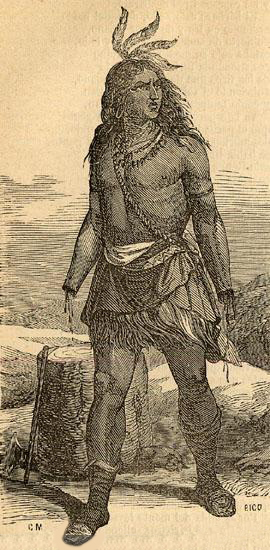
Galvarino († 1557)

- Galvarriato, Eulalia (1904–1997), spanische Schriftstellerin und Übersetzerin

### Galve
- Galvé, Elisa (1922–2000), argentinische Filmschauspielerin
- Galvé, Guillermo (* 1946), argentinischer Tangosänger
- Gálvez Bellido, Bernardino (1891–1943), spanischer Violoncellist und Musikpädagoge
- Gálvez Bellido, Rafael (1895–1951), spanischer Violinist, Pianist, Musikpädagoge und Komponist
- Gálvez Durón, Juan Manuel (1887–1972), Präsident von Honduras
- Gálvez Estévez, José (* 1974), spanischer Fußballspieler
- Gálvez Haberle, Felipe (* 1983), chilenischer Filmeditor, Drehbuchautor und Filmregisseur
- Gálvez Manzano, José (1930–2013), spanischer Karambolagespieler und Weltmeister
- Gálvez Muñoz, Lina (* 1969), spanische Historikerin und Politikerin (parteilos, der PSOE nahestehend), MdEP
- Gálvez Suárez, Arnoldo (* 1982), guatemaltekischer Journalist und Schriftsteller
- Gálvez y Gallardo, Antonio de (1728–1792), spanischer Adeliger, Beamter und Offizier
- Gálvez y Gallardo, José de (1720–1787), spanischer Adeliger, Beamter und Minister
- Gálvez y Gallardo, Matías de (1717–1784), spanischer Vizekönig von Neuspanien
- Gálvez y Gallardo, Miguel de (1725–1792), spanischer Adeliger, Beamter, Minister und Diplomat
- Gálvez y Madrid, Bernardo de (1746–1786), spanischer Graf, Politiker und GeneralBernardo de Gálvez y Madrid (1746–1786)

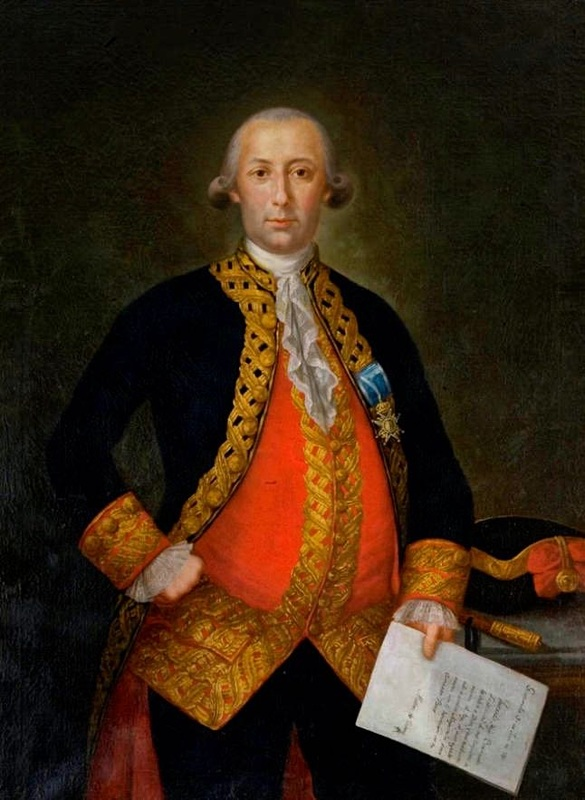
Bernardo de Gálvez y Madrid (1746–1786)

- Gálvez, Alejandro (* 1989), spanischer Fußballspieler
- Gálvez, Christian (* 1979), chilenischer Fußballspieler
- Gálvez, Ciro (* 1949), peruanischer Quechua-Dichter, Sänger, Rechtsanwalt, Anthropologe und Politiker
- Gálvez, Cristián (* 1969), deutscher Autor, Moderator und Redner mit den Schwerpunkten Persönlichkeit, Motivation und Wirkung
- Gálvez, Darío (* 1975), chilenischer Fußballspieler
- Gálvez, Emilio (1922–1991), mexikanischer Sänger und Geifer
- Gálvez, Eric (* 1983), mexikanischer Squashspieler
- Gálvez, Fátima (* 1987), spanische Sportschützin
- Galvez, Felicity (* 1985), australische Schwimmerin
- Gálvez, Isaac (1975–2006), spanischer Radrennfahrer
- Gálvez, José Mariano Felipe († 1862), Politiker in der Provinz Guatemala
- Gálvez, Manuel (1882–1962), argentinischer Historiker und Schriftsteller
- Gálvez, Martín (* 1962), chilenischer Fußballspieler
- Gálvez, Matthias (* 1974), deutscher Maler
- Gálvez, Oscar (1913–1989), argentinischer Automobilrennfahrer
- Gálvez, Rafael (* 2000), peruanischer Squashspieler
- Gálvez, Rocío (* 1997), spanische Fußballspielerin
- Galvez, Tomas (* 2005), englisch-finnischer Fußballspieler
- Gálvez, Xóchitl (* 1963), mexikanische Politikerin und UnternehmerinXóchitl Gálvez (* 1963)

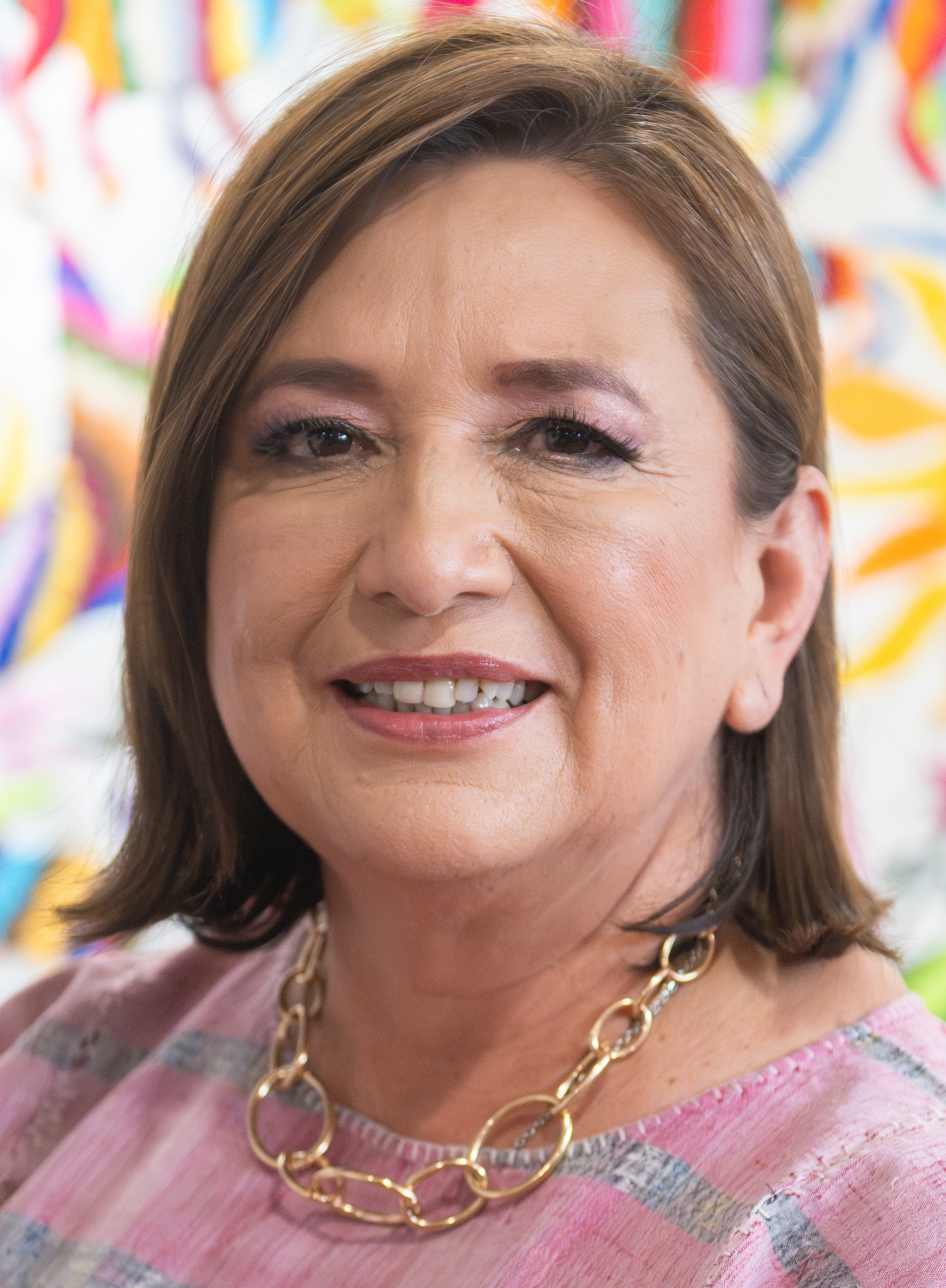
Xóchitl Gálvez (* 1963)

### Galvi
- Galvin, Bob (1922–2011), US-amerikanischer Unternehmer
- Galvin, Brendan, irischer Kameramann
- Galvin, Edward (1882–1956), irischer römisch-katholischer Bischof
- Galvin, Elliot (* 1991), britischer Jazzmusiker (Piano, Komposition)
- Galvin, Fred (* 1936), US-amerikanischer Mathematiker
- Galvin, John (1907–1963), irischer Politiker (Fianna Fáil)
- Galvin, John R. (1929–2015), US-amerikanischer General
- Galvin, Mark (* 1955), irischer Autorennfahrer
- Galvin, Patrick (1927–2011), irischer Dramatiker, Dichter, Schauspieler, Sänger
- Galvin, Sheila (1914–1983), irische Politikerin (Fianna Fáil)
- Galviņš, Guntis (* 1986), lettischer Eishockeyspieler
- Galvis, Nicolás (* 1997), kanadischer Fußballspieler
- Gálviz, Carlos (* 1989), venezolanischer Straßenradrennfahrer

### Galvo
- Galvonas, Vytautas (1958–2015), litauischer Politiker

### Galvy
- Galvydytė, Gabija (* 2000), litauische Leichtathletin